# Карнуль
Карну́ль (фр. Carnoules) — коммуна на юго-востоке Франции в регионе Прованс — Альпы — Лазурный берег, департамент Вар, округ Тулон, кантон Гареу.
Площадь коммуны — 25,49 км², население — 3092 человека (2006) с выраженной тенденцией к росту: 3385 человек (2012), плотность населения — 133,0 чел/км².

## Население
Население коммуны в 2011 году составляло — 3313 человек, а в 2012 году — 3385 человек.
| 1962 | 1968 | 1975 | 1982 | 1990 | 1999 | 2006 | 2007 | 2011 | 2012 |
| ---- | ---- | ---- | ---- | ---- | ---- | ---- | ---- | ---- | ---- |
| 1445 | 1449 | 1385 | 1761 | 2292 | 2594 | 3092 | 3162 | 3313 | 3385 |

Динамика населения:

## Экономика
В 2010 году из 2012 человек трудоспособного возраста (от 15 до 64 лет) 1466 были экономически активными, 546 — неактивными (показатель активности 72,9 %, в 1999 году — 62,0 %). Из 1466 активных трудоспособных жителей работали 1258 человек (660 мужчин и 598 женщин), 208 числились безработными (101 мужчина и 107 женщин). Среди 546 трудоспособных неактивных граждан 154 были учениками либо студентами, 200 — пенсионерами, а ещё 192 — были неактивны в силу других причин.
На протяжении 2010 года в коммуне числилось 1316 облагаемых налогом домохозяйств, в которых проживало 3273,5 человека. При этом медиана доходов составила 18 тысяч 052 евро на одного налогоплательщика.